# Doukades
Doukades (griechisch Δουκάδες (m. pl.)) ist ein Dorf im Norden der griechischen Insel Korfu. Zusammen mit dem Dorf Papathanatika bildet es die Ortsgemeinschaft  Doukades (Τοπική Κοινότητα Δουκάδων Topikí Kinótita Doukádon) im Gemeindebezirk Paleokastritsa der Gemeinde Kendriki Kerkyra ke Diapondia Nisia.

## Einwohnerentwicklung
Einwohnerentwicklung von Doukades
| Name          | griechischer Name     | Code       | 1920 | 1928 | 1940 | 1951 | 1961 | 1971 | 1981 | 1991 | 2001 | 2011 |
| ------------- | --------------------- | ---------- | ---- | ---- | ---- | ---- | ---- | ---- | ---- | ---- | ---- | ---- |
| Doukades      | Δουκάδες              | 3201130401 | 660  | 729  | 755  | 648  | 600  | 472  | 458  | 491  | 678  | 627  |
| Papathanatika | Παπαθανάτικα (n. pl.) | 3201130402 |      |      |      | 053  | 047  | 030  | 034  | 056  | 011  | 094  |
| Gesamt        | Gesamt                | 32011304   | 660  | 729  | 755  | 701  | 647  | 502  | 492  | 547  | 689  | 721  |